# إيفي فان آكر
إيفي فـان آكر هي متسابقة يخت بلجيكية، ولدت في 23 سبتمبر 1985 في غنت في بلجيكا.

## وصلات خارجية
- إيفي فـان آكر على موقع الاتحاد الدولي للملاحة الشراعية (موقع جديد) (الإنجليزية)
- إيفي فـان آكر على موقع الاتحاد الدولي للملاحة الشراعية (موقع قديم) (الإنجليزية)
- إيفي فـان آكر على موقع اللجنة الأولمبية الدولية (الإنجليزية)
- إيفي فـان آكر على موقع أوليمبيديا (الإنجليزية)
- إيفي فـان آكر على موقع اللجنة الأولمبية البلجيكية (الهولندية)